# Neustädter Markt (Dresden)

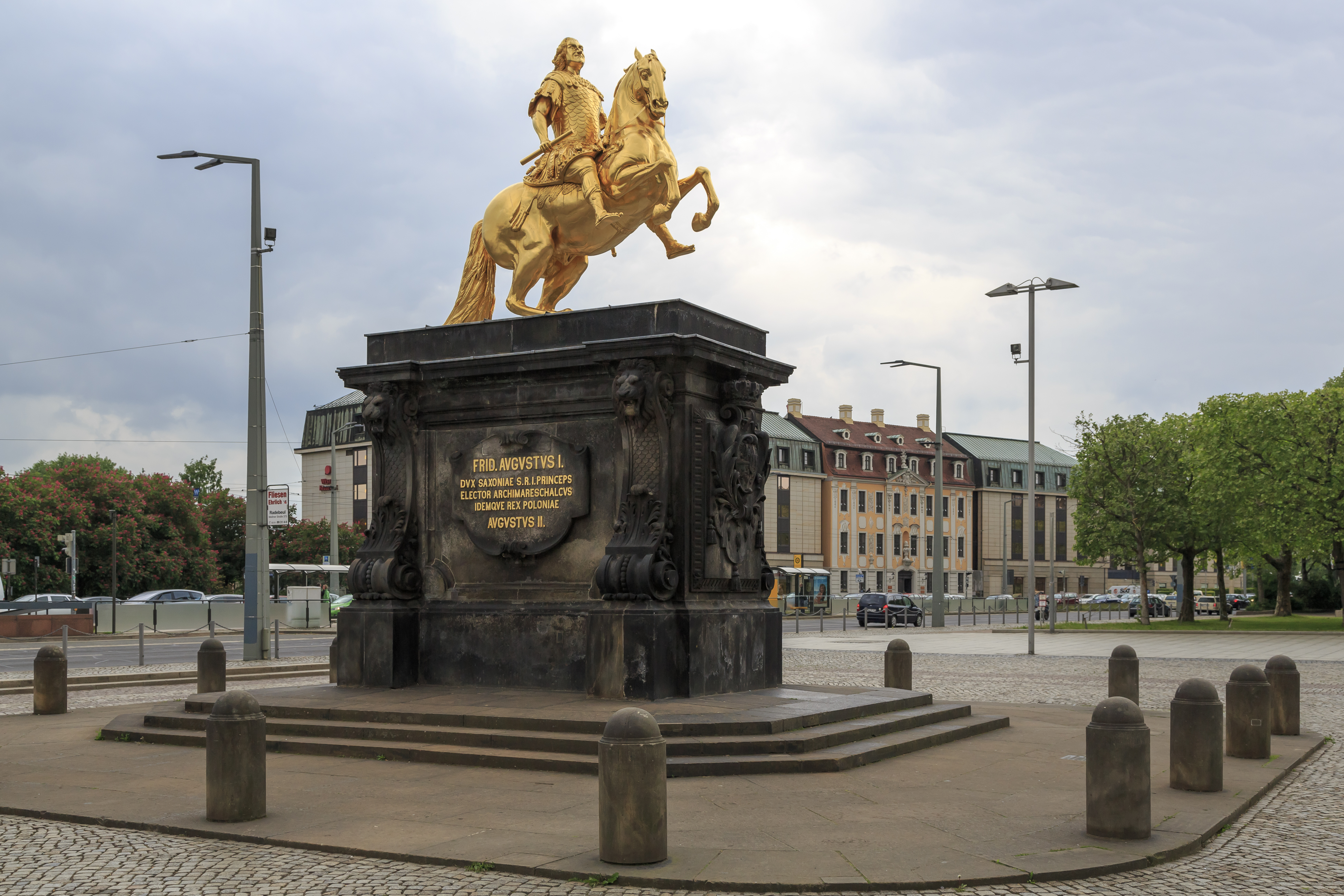
Goldener Reiter auf dem Neustädter Markt

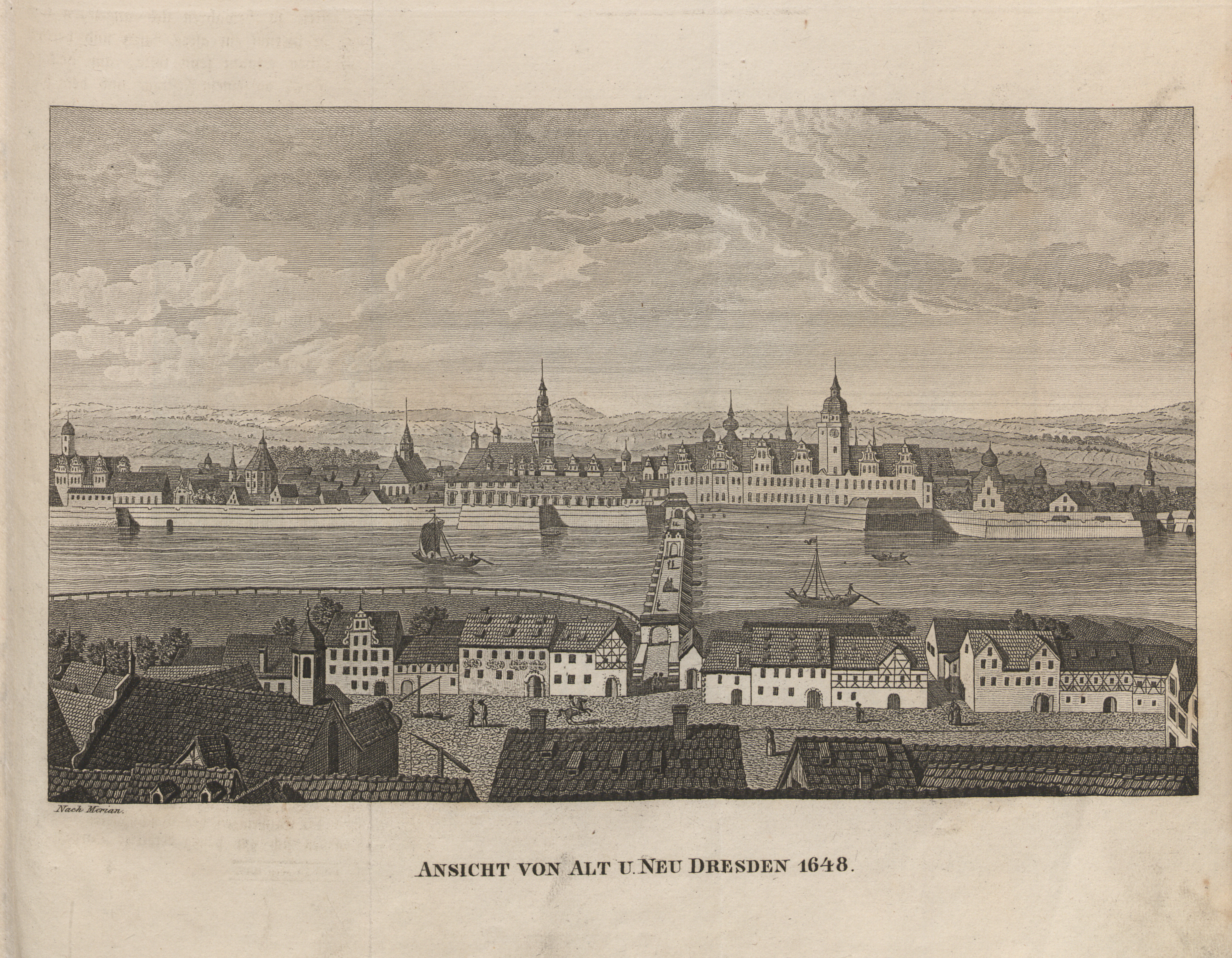
Blick über den Neustädter Markt entlang der Augustusbrücke auf die Altstadt, 1648

Der Neustädter Markt ist ein Platz in der Inneren Neustadt in Dresden. Er wurde vermutlich schon vor 1200 als Dorfplatz einer slawischen Siedlung im späteren Altendresden angelegt. Der Neustädter Markt liegt am Schnittpunkt von Hauptstraße, Augustusbrücke sowie Köpckestraße und Großer Meißner Straße. Des Weiteren mündet auf den Neustädter Markt die aus dem Barockviertel Königstraße kommende Rähnitzgasse. Wichtigstes Wahrzeichen des Neustädter Markts ist das Reiterstandbild Augusts des Starken, der „Goldene Reiter“. Seit 2021 steht der Neustädter Markt unter Denkmalschutz.

## Namensentwicklung
Im Jahr 1501 wurde er „Ringk“ und 1503 „Margkt“ genannt. Ende des 18. Jahrhunderts war die Bezeichnung „Marktplatz“ geläufig. Im 19. Jahrhundert hieß der Platz „Am Markt“. In den 1920er Jahren kam der bis heute gültige Name „Neustädter Markt“ auf, der ihn explizit von seinen beiden Altstädter Pendants Altmarkt und Neumarkt abgrenzt.

## Anlage und Geschichte

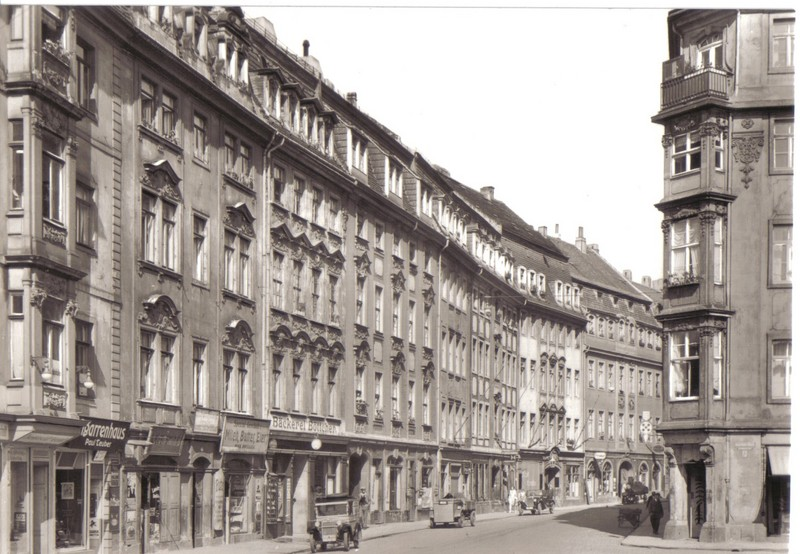
Blick vom Neustädter Markt in die barocke Große Meißner Gasse

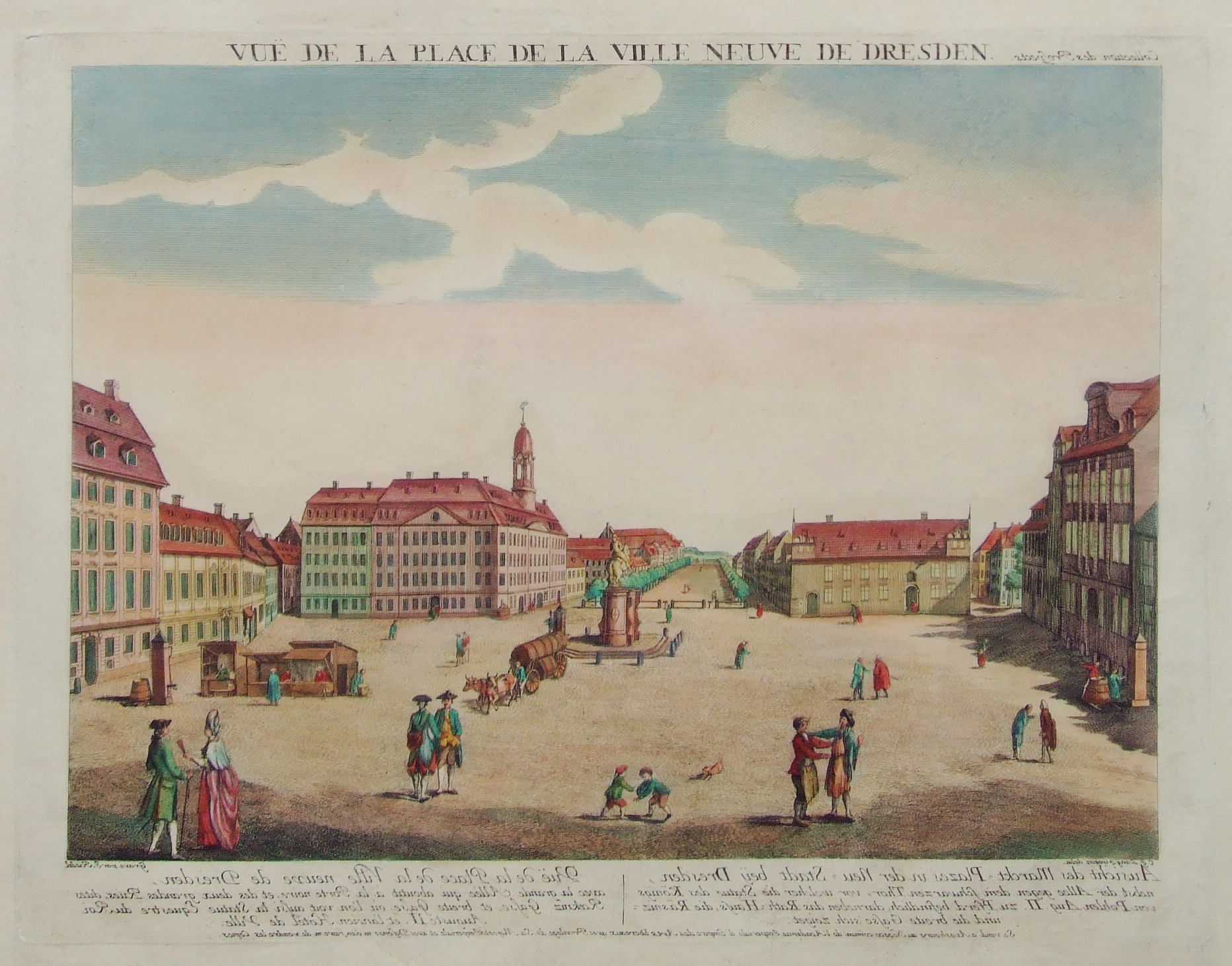
Guckkastenbild des Neustädter Markts (um 1770)
Betrachtersicht, perspektivisch nicht korrigiert

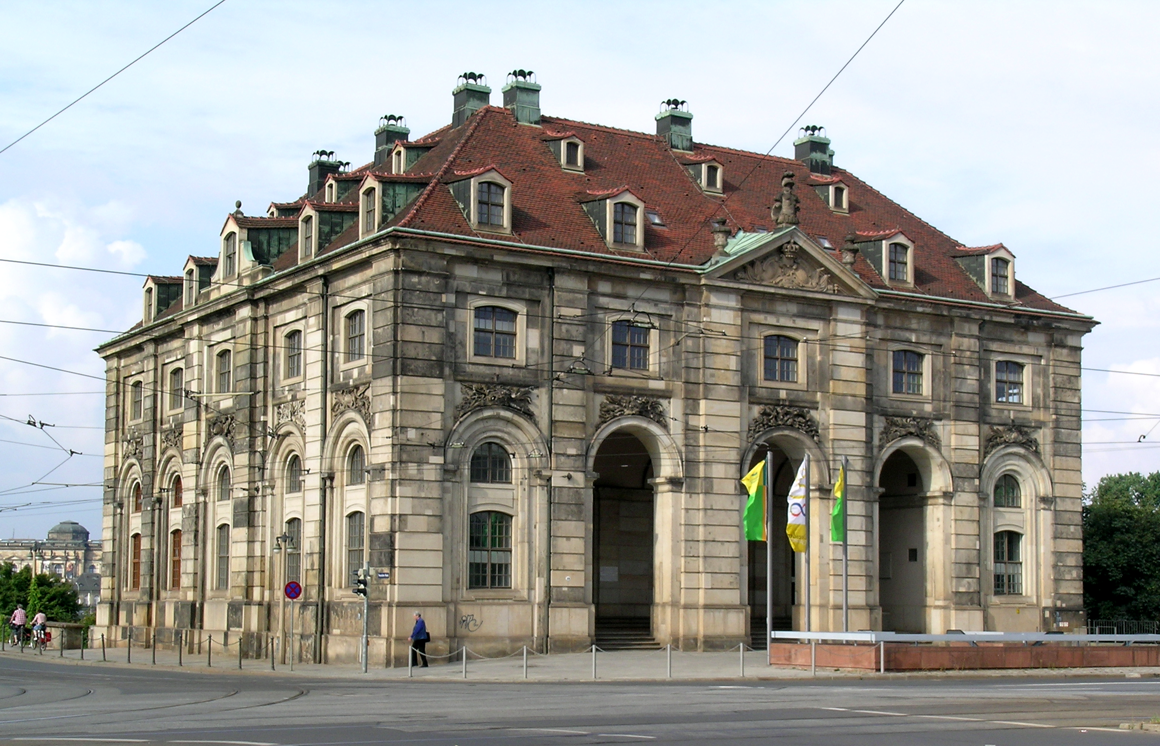
Blockhaus neben der Auffahrt zur Augustusbrücke

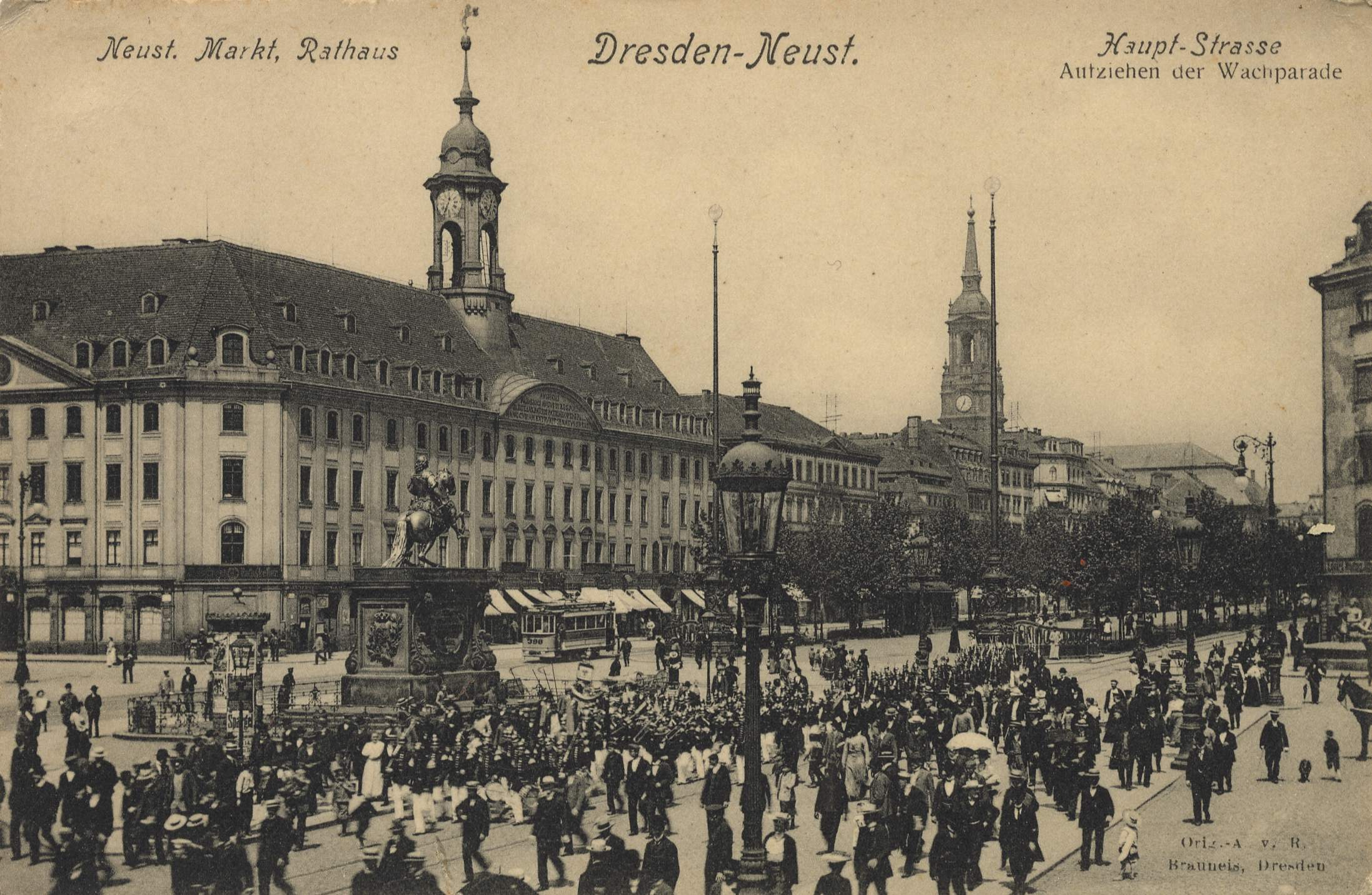
Neustädter Markt, in den die Hauptstraße mündet; mit dem Neustädter Rathaus, um 1900.

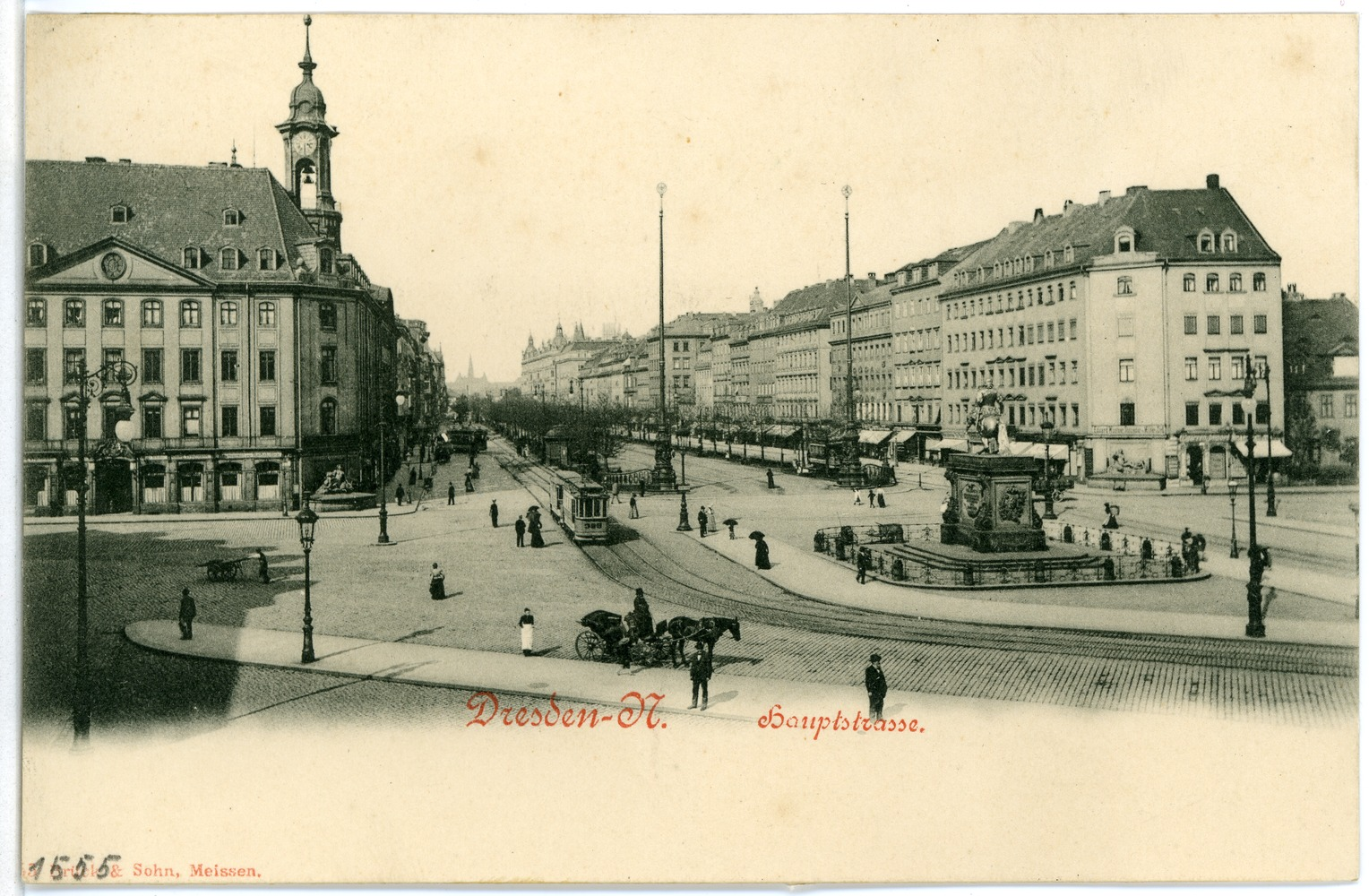
Markt mit Rathaus, in die Hauptstraße blickend, 1901

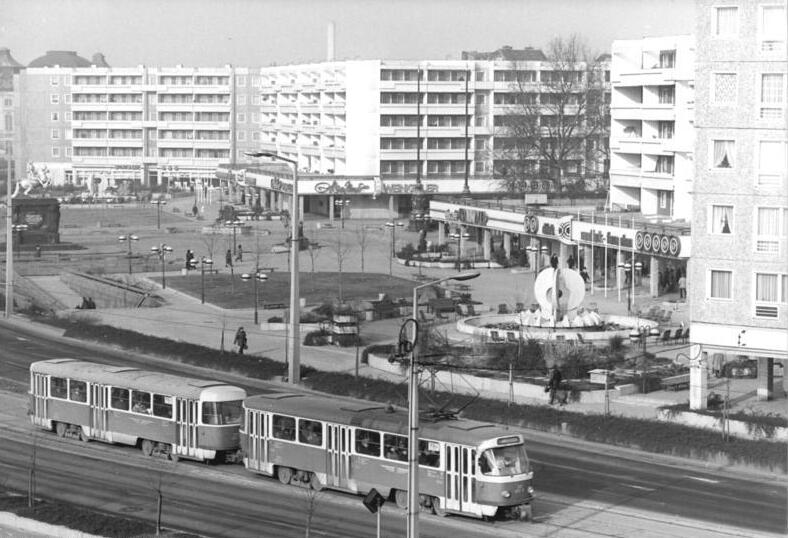
Blick über den Neustädter Markt zu DDR-Zeiten mit vorbeifahrender Tatra-Straßenbahn (Aufnahme von 1982)

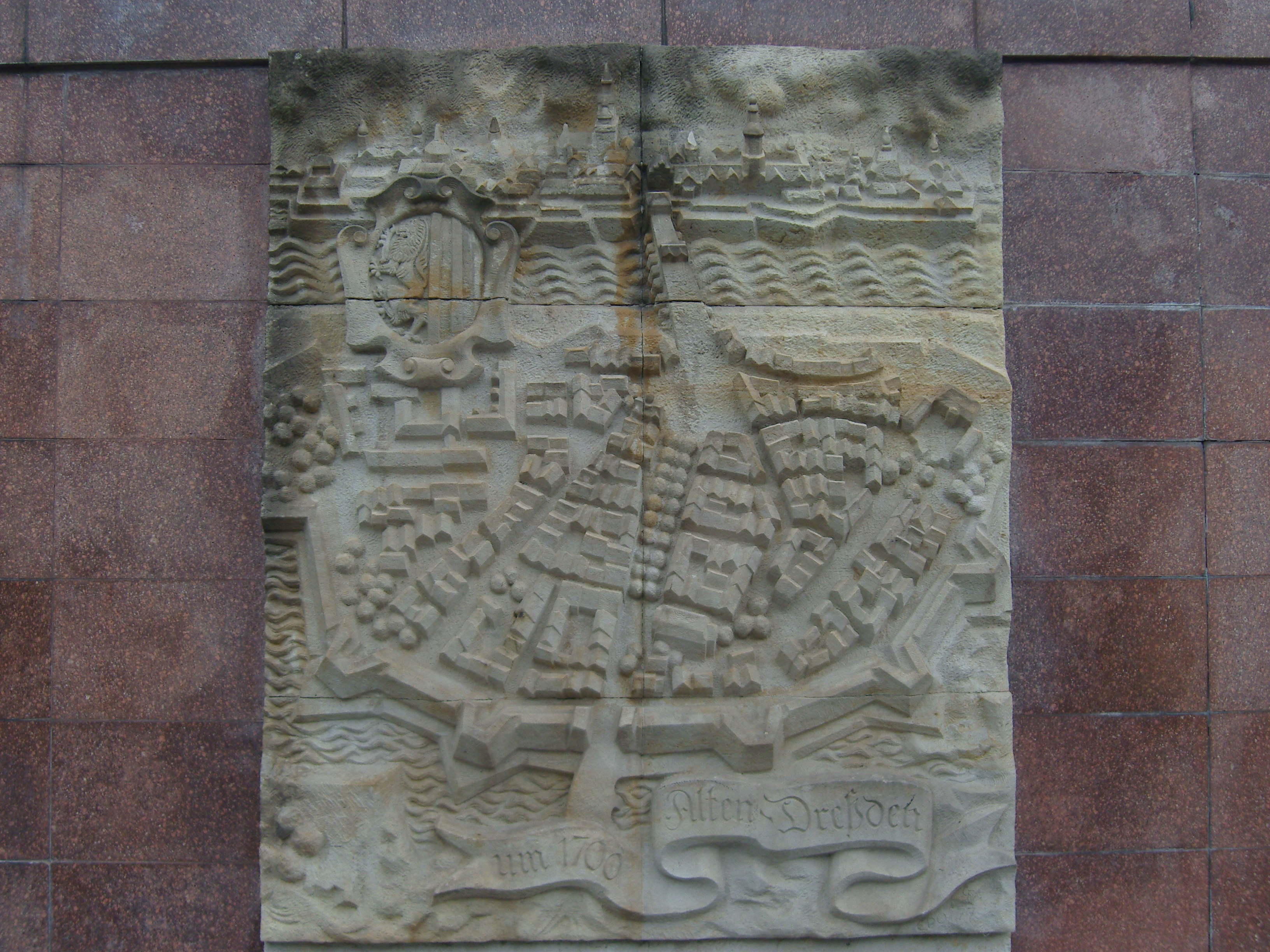
Relief von Vinzenz Wanitschke

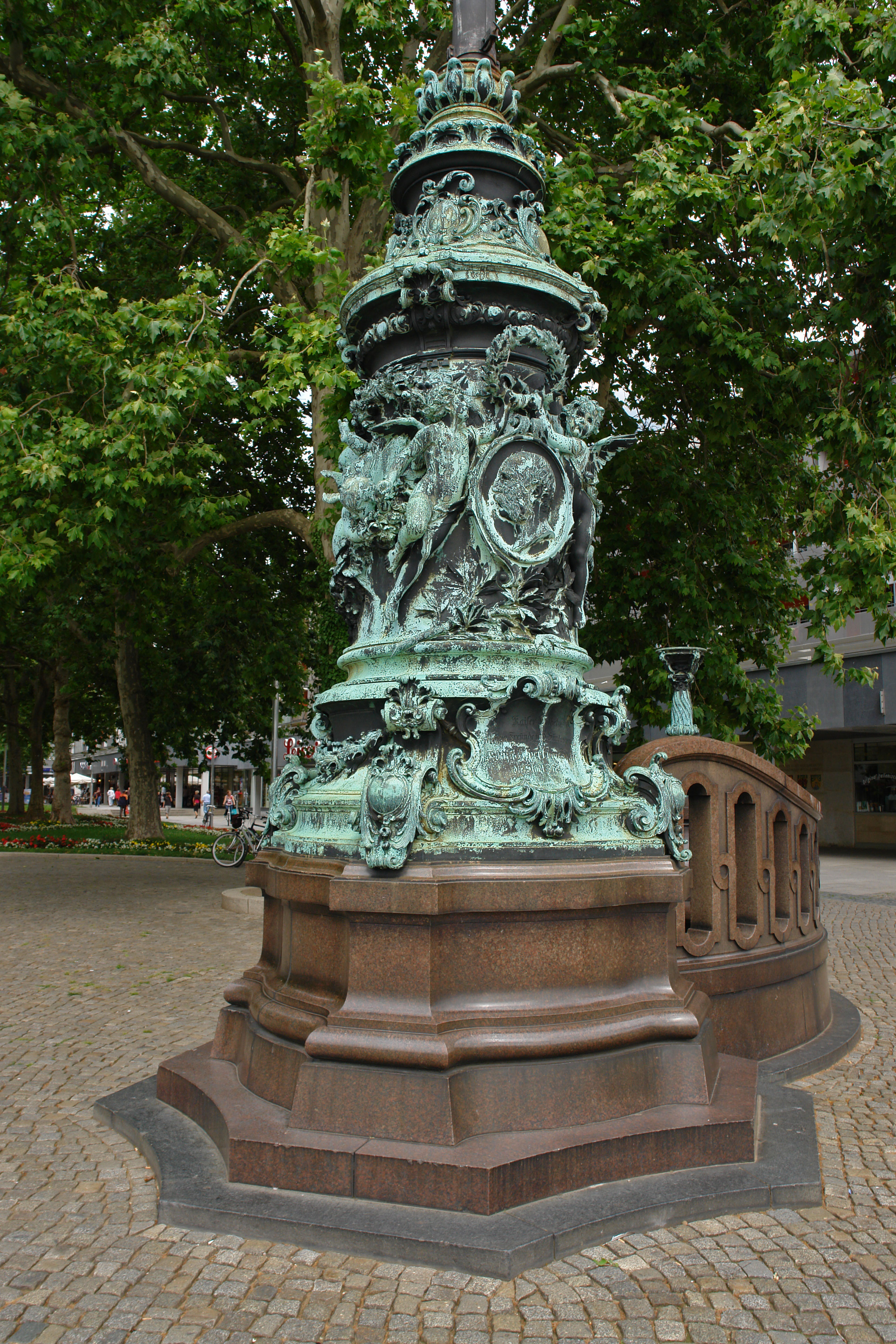
Detail eines Fahnenmasts

An der Nordseite des Platzes befanden sich das Neustädter Rathaus und die sogenannten Fleisch- und Brotbänke. Darüber hinaus gab es zwei öffentliche Brunnen, die ihr Wasser aus der Dresdner Heide bezogen.
Nach dem Brand Altendresdens im Jahr 1685 folgte eine Erweiterung des Platzes. Geplant war zudem, den Brückenkopf der Augustusbrücke mit zwei monumentalen Gebäuden zu flankieren. Umgesetzt wurde jedoch nur das Blockhaus als Wachgebäude der Neustädter Hauptwache. Dem Blockhaus gegenüber stand das Haus „Die Zeit“, daran war eine Plastik von Balthasar Permoser, „Tod mit Stundenglas“, angebracht. Joseph Fröhlich, der Hofnarr Augusts des Starken, ließ auf dem Nebengrundstück sein Wohnhaus bauen, in dem sich später das Gasthaus „Narrenhäusel“ befand. Im Zuge der Erweiterung des Platzes erfolgte der Abriss des Rathauses und die Errichtung eines neuen an der Nordseite. Die beiden Brunnen versetzten die damaligen Stadtplaner an die Häuserecken am Eingang der Hauptstraße. An der Stelle der Brunnenanlagen ließen sie zwei Wasserhäuschen mit kupfernen Zeltdächern errichten. Im Jahr 1895 kam es zum Abriss dieser beiden Gebäude.
Ab dem Jahr 1864 fand mehrfach der Striezelmarkt auf dem Markt und in der angrenzenden Hauptstraße statt.
Die Bombardierung Dresdens im Zweiten Weltkrieg bewirkte eine komplette Zerstörung des Neustädter Marktes mit der angrenzenden Bebauung. Eine Neubebauung des Platzes durch den Bebauungsplan Innere Neustadt erfolgte in den 1970er Jahren. Seither ist er, gemeinsam mit der Hauptstraße, als Fußgängerzone ausgewiesen. Der Verkehr wurde auf die Große Meißner Straße (inzwischen Teil der Bundesstraße 170) konzentriert, die in Höhe des Marktes ein Fußgängertunnel unterquerte, der ihn mit der Augustusbrücke verbunden hat. Nachdem der Tunnel beim Augusthochwasser 2002 und wiederholt beim Junihochwasser 2013 vollständig durch das Elbwasser geflutet wurde, war er seit dem Juni 2013 vollständig gesperrt. Die Gesellschaft Historischer Neumarkt Dresden, die Grünenfraktion im Stadtrat sowie die Neustädter Ortsbeiräte (seit 2018: Stadtbezirksräte) favorisieren eine vollständige Verfüllung sowie eine bessere ebenerdige Querung der Bundesstraße. Ein entsprechender Beschluss wurde im Januar 2015 vom Stadtrat gefasst. Im Winter 2016/2017 wurde der Tunnel verfüllt.
Seit dem 31. März 2021 steht der Neustädter Markt wegen seiner ortsgeschichtlichen, städtebaulichen, gartengeschichtlichen und gartenkünstlerischen Bedeutung unter Denkmalschutz. Zum geschützten Bereich gehören die gesamte Platz- und Straßenanlage mit den DDR-Plattenbauten, den Grünanlagen, Kleinarchitekturen und dem Mobiliar. Der Goldene Reiter, die zwei Nymphenbrunnen, die beiden Fahnenmasten sowie die acht barocken Figuren, die zwei Vasen und die Platanenallee auf der Hauptstraße standen bereits vorher unter Schutz. Der sächsische Landeskonservator Alf Furkert bezeichnet den Neustädter Markt mit all seinen Elementen als ein hervorragend überliefertes Zeugnis eines lange gereiften, städtebaulichen und freiraumplanerischen Projekts der DDR.

## Statuen, Brunnen und Kunstwerke

### Goldener Reiter

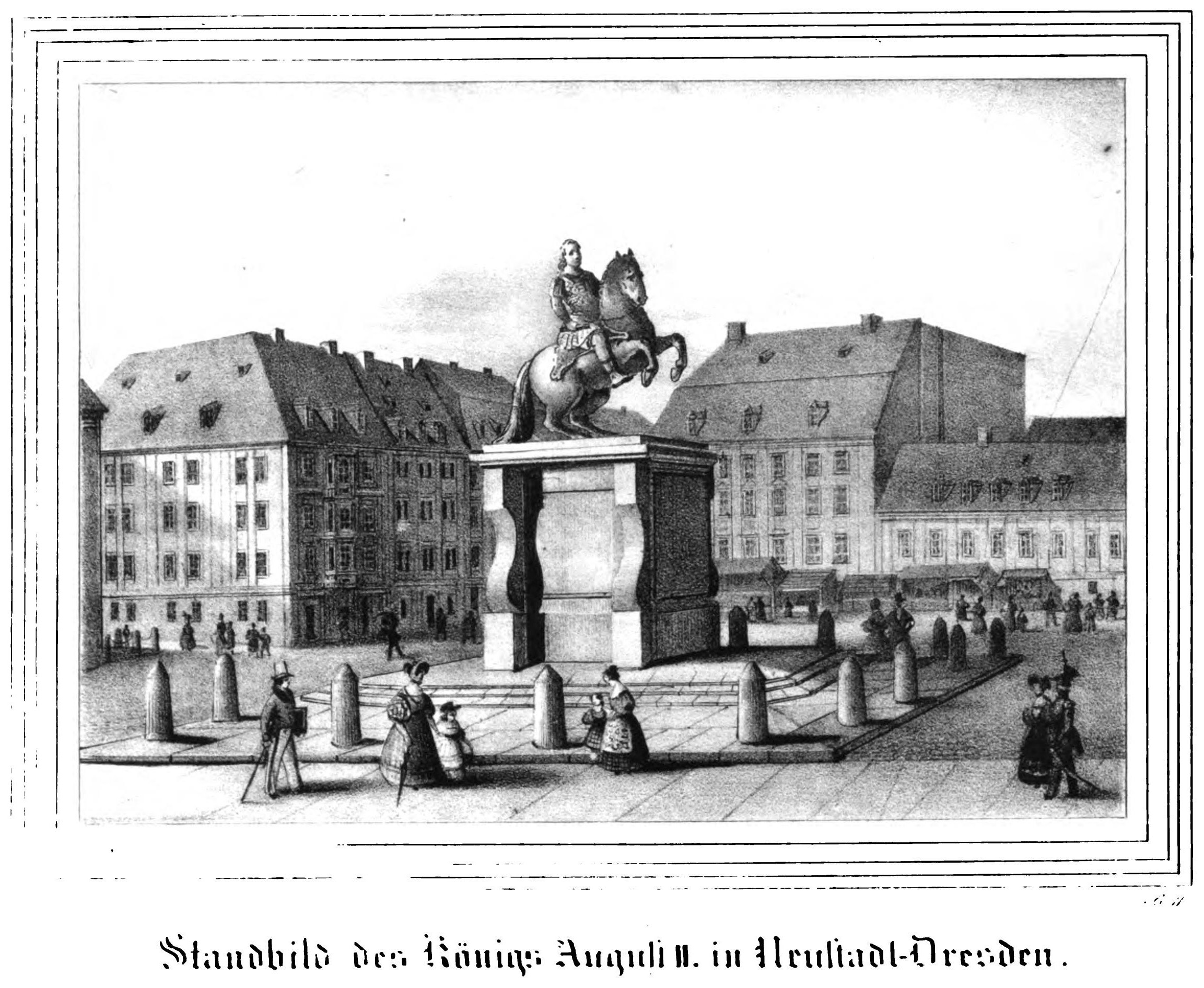
Standbild des Königs August II. in Neustadt-Dresden, 1836.

Das größte und wohl bekannteste Kunstwerk auf dem Neustädter Markt ist ein Reiterstandbild Augusts des Starken – der Goldene Reiter von Ludwig Wiedemann. Die Arbeiten begannen 1732 noch zu Lebzeiten des sächsischen Kurfürsten und polnischen Königs und wurden nach dessen Tod (1733) unter seinem Sohn und Nachfolger Friedrich August II. mit der Enthüllung am 26. November 1736 vollendet.
Das Denkmal wurde 1943/1944 zerlegt und ausgelagert, wodurch es den Zerstörungen durch den alliierten Luftkrieg nicht ausgesetzt war. Im Rahmen der 750-Jahr-Feier der Stadt Dresden wurde es 1956 wieder aufgestellt.

### Weitere Kunstwerke
Beim Wiederaufbau wurden geborgene Architekturfragmente restauriert und an neuen Standorten am Neustädter Markt angebracht.
Des Weiteren stehen am Übergang zur Hauptstraße zwei 20 Meter hohe bronzene Fahnenmasten. Heinrich Epler schuf sie im Jahr 1893 im Gedenken an den Besuch von Kaiser Wilhelm I. in Dresden. Die Masten sind mit jeweils einem Reliefbild Wilhelms I. und des sächsischen Königs Albert verziert. Die Balustrade und die Sitzbänke bestehen aus schwedischem Granit. Vorbild für diese Fahnenmasten waren zwei Masten aus dem 16. Jahrhundert in Venedig von Alessandro Leopardi.
An der elbwärtigen Seite des Fußgängertunnels sind vier in den Jahren 1978/1979 geschaffene Sandsteinreliefs angebracht, die Ansichten aus verschiedenen Zeitpunkten der Dresdner Stadtgeschichte zeigen. Dargestellt sind Altendresden um 1640 von Dietrich Nitzsche, Dresden (Neustadt und Altstadt) im 17. Jahrhundert von Vinzenz Wanitschke, Altendresden und die Altstadt im 18. Jahrhundert von Egmar Ponndorf sowie Peter Makolies’ Relief von der Hauptstraße und dem Neustädter Markt vor 1945.

### Brunnen
Auf dem Neustädter Markt befinden sich zwei Nymphenbrunnen aus Sandstein, die 1738 bis 1742 von Johann Benjamin Thomae geschaffen wurden. Diese Brunnen stehen heute ungefähr 12 Meter vom ursprünglichen Standort entfernt. Dargestellt ist jeweils eine Nymphe, die von Fabelwesen umspielt wird. Fischmäuler dienen als Wasserspender. An den vorderen Postamenten sind kleine Wasserausläufe angebracht. Die Brunnen wurden 1889 durch den Bildhauer Fehrmann restauriert. Im Jahr 1938 wurden die Statuen durch Kopien von Paul Polte ersetzt. Die 1945 beschädigten Figuren wurden 1979 durch Werner und Christian Hempel restauriert.
Des Weiteren sind an der Ost- und Westseite zwei ähnlich gestaltete Betonbrunnen von Friedrich Kracht aufgestellt. Die Becken haben 15 Meter Durchmesser und dreiteilige Brunnenlamellen. Die Rekonstruktion dieser Brunnen erfolgte zwar 1995, jedoch wurden beide Brunnen 2002 erneut außer Betrieb genommen. Während der westliche der beiden Brunnen wieder in Betrieb ging, war der östliche seit diesem Zeitpunkt dauerhaft stillgelegt; eine erneute Inbetriebnahme scheiterte mehrfach. Seit Februar 2024 erfolgt eine Sanierung des Brunnens, die 2025 zum Start der Brunnensaison im Frühjahr abgeschlossen sein soll. Die geplanten Kosten belaufen sich auf 1,87 Millionen Euro, das ist nahezu eine Verdopplung der ursprünglich in den 2010er-Jahren veranschlagten ein bis 1,2 Millionen Euro Sanierungskosten.